# De Nederlandse adel
De Nederlandse adel. Besluiten en wapenbeschrijvingen is een boek dat in 1989 is verschenen bij het 175-jarig bestaan van de Hoge Raad van Adel.

## Geschiedenis
De Hoge Raad van Adel werd ingesteld in 1814 en bestond in 1964 honderdvijftig jaar. Ter gelegenheid daarvan is (met enige vertraging) in 1966 de bundel De Hoge Raad van Adel verschenen. Vijfentwintig jaar later wilde de raad opnieuw een bundel uitbrengen bij het 175-jarig bestaan. Volgens het voorwoord van die bundel door de voorzitter, mr. F.W.B. baron van Lynden, waren die vijfentwintig jaar onvoldoende gebleken om een soortgelijke bundel te doen verschijnen als in 1966. Daarom werd besloten tot een andere uitgave, namelijk een die een overzicht gaf van alle besluiten over en wapenbeschrijvingen van de 586 geslachten die tot dan toe tot de Nederlandse adel hadden behoord. De bundel begint met een inleidend hoofdstuk waarin de verschillende vormen van nobilitatie en titulatuur worden behandeld.

### Uitgave
De Nederlandse adel. Besluiten en wapenbeschrijvingen. Den Haag, Sdu,1989. ISBN 9012062063. (Samengesteld door G.P. Nijkamp en O. Schutte, onder redactie van Yvonne Taverne.) De 294 pagina's tellende uitgave is in blauw linnen gebonden en met goud bestempeld.